# Ронні Нувен
Рональд Нувен (нід. Ronald Nouwen; нар. 21 липня 1982, Роттердам, Нідерланди) — нідерландський та арубський футболіст, півзахисник.

## Клубна кар'єра
Професіональну кар'єру розпочав 2001 року в роттердамському «Ексельсіорі». Виступав у команді до 2005 року, після чого перебрався в ДОТО, кольори якого захищав до 2008 року. Потім підсилив «Ексельсіор» (Мааслюс), але вже наступного року виступав за РВВХ. Відіграв у команді один рік, а в 2009 році опинився в «Феєнорді». Проте в команді закіпитися не вдалося. Після цього виступав за скромні нідерландські клуби ІФК та «Шарлу». Футбольну кар'єру завершив 2020 року.

## Кар'єра в збірній
У футболці національної збірної Аруби дебютував у березні 2004 року в поєдинку кваліфікації чемпіонату світу 2004 року проти Суринаму. Загалом за національну команду зіграв 15 матчів.